# Parti agraire national

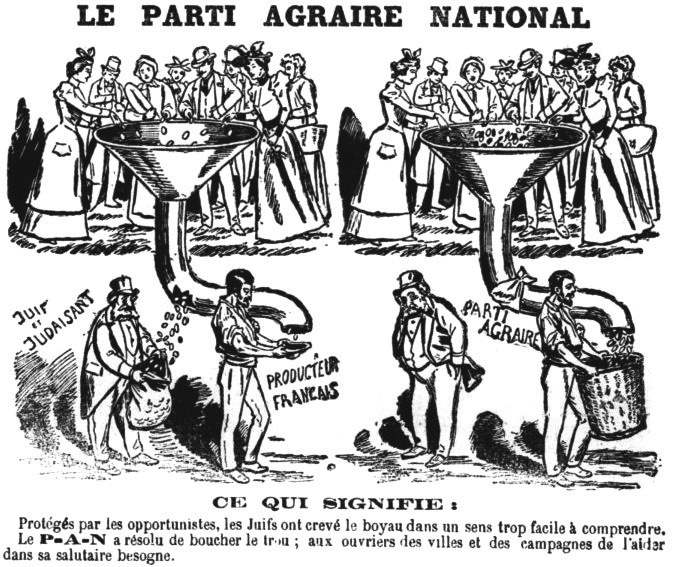
Parti agraire national (Echo du Centre, 18. November 1899)

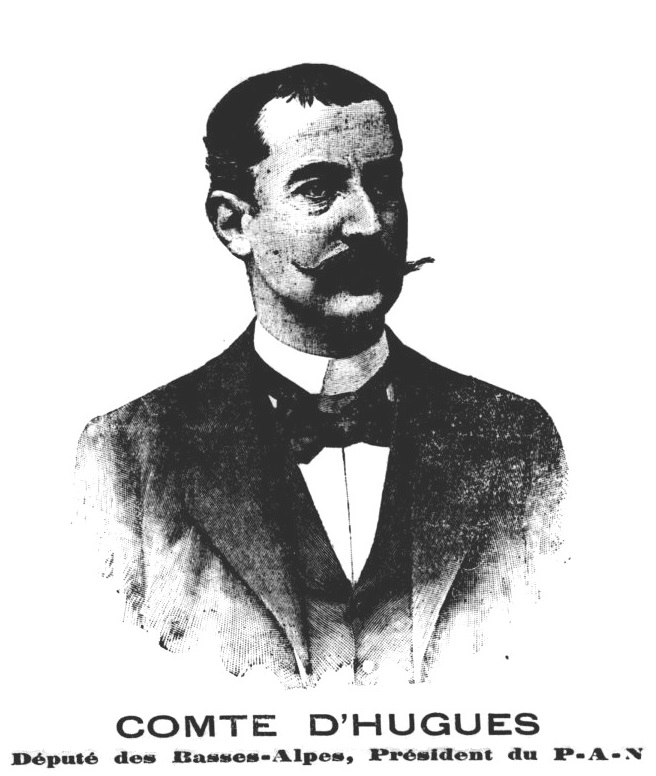
Vicomte d’Hugues

Die Parti agraire national (Nationale Agrarpartei, P-A-N) war eine französische landwirtschaftsbezogene politische Gruppierung, die 1897 von Vicomte d’Hugues, einem royalistischen und antisemitischen Abgeordneten gegründet wurde und die nach 1899 in der Bedeutungslosigkeit versank.

## Geschichte

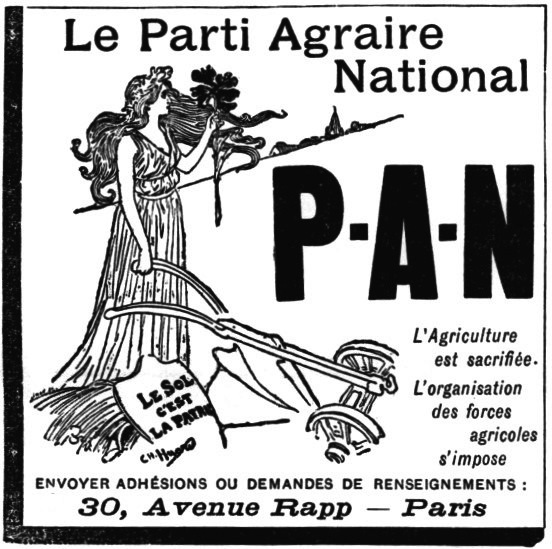
Parti agraire national (Echo du Centre, 25. Oktober 1898)

Die Parti agraire national wurde im Mai 1897 von Vicomte d’Hugues gegründet. Als Mitglied der Société des agriculteurs de France (Gesellschaft der Landwirte Frankreichs) war D’Hugues der Ansicht, dass deren Tätigkeit durch ihre Offenheit gegenüber Industriellen und Finanzleuten, von denen einige jüdisch oder protestantisch waren, behindert würde. Vicomte d’Hugues, der bereits Gründungspräsident des Syndicat agricole des Alpes (Landwirtschaftliches Syndikat der Alpen) war, nutzte das Waldeck-Rousseau-Gesetz von 1884, um die P-A-N in der Rechtsform eines gewerkschaftlichen Syndikats zu gründen, was es der Partei ermöglichen sollte, sich von der staatlichen Genehmigung zu befreien, die für die Gründung anderer Gesellschaftsformen erforderlich war.
Bei der Gründung der P-A-N im Juli 1897 kündigte D’Hugues an, dass die Partei „deutlich antisemitische Tendenzen“ haben und ausschließlich katholische Landbesitzer und Landwirte aufnehmen werde. Die Satzung der Partei schloss Juden und Protestanten aus. Dieses offen zur Schau getragene Sektierertum veranlasste den republikanischen Journalisten Édouard Sylvin dazu, zu schreiben, dass die P-A-N nur eine „falsche Nase“ der klerikalen Partei sei. Tatsächlich gehörten mehrere Mitglieder der Partei, darunter ihr Gründer, auch dem comité Justice-Égalité (Gerechtigkeit-Gleichheit-Komitee) von Pater Adéodat Debauge an.
Die Parti agraire national, die beabsichtigte, Kandidaten für die Wahlen aufzustellen, fordert eine Senkung der Steuern und Abgaben für Landwirte. Ihre Vorbilder waren der deutsche Bund der Landwirte, die Österreichische Agrarpartei von Graf Johann Ledebur-Wicheln und der Belgische Bauernbund. Sie hatte das gleiche Motto wie mehrere Bauernverbände: „Le sol, c’est la patrie“ (Der Boden ist das Vaterland). Dies ist auf einer von Charles Huard gezeichneten Anzeige zu sehen, die in der Presse verbreitet wurde: Sie zeigt eine Allegorie des landwirtschaftlichen Frankreichs, die in der einen Hand einen Pflug und in der anderen die Kornblume hält, das Sammlungszeichen der Jeunesse antisémitique.
1898 zählte die Parti agraire national 1500 Mitglieder. Im Hinblick auf die Parlamentswahlen 1898 veröffentlichte die P-A-N ein Parteiprogramm mit einer programmatischen Plattform in drei Punkten: Wahl von Landwirtschaftskammern, die sich aus Landwirten zusammensetzen, nach dem Vorbild der Handelskammern; Senkung der Agrarsteuern; Unterdrückung von Spekulation und Ergreifen von Maßnahmen „zur Verteidigung der französischen Interessen gegen Juden und kosmopolitische Spekulanten“. Die Partei unterstützte insbesondere die Kandidatur von Henry de Coursac im ersten Wahlkreis von Poitiers und die von Joseph Lasies im Département Gers. Trotz eines günstigen Umfelds für die Wahl mehrerer neuer „antijüdischer“ Abgeordneter wurde De Coursac geschlagen und D’Hugues verlor seinen Sitz. 1899 noch aktiv, geriet die Parti agraire national danach in Vergessenheit und scheint weniger als zehn Jahre später verschwunden zu sein.